# Södra Ståtstenen
Södra Ståtstenen är ett skär i Åland (Finland). Det ligger i Skärgårdshavet och i kommunerna Kumlinge och Sottunga i landskapet Åland, i den sydvästra delen av landet. Ön ligger omkring 46 kilometer öster om Mariehamn och omkring 230 kilometer väster om Helsingfors.
Öns area är 0,4 hektar och dess största längd är 110 meter i öst-västlig riktning. Trakten är glest befolkad. Närmaste större samhälle är Kumlinge, 14,7 km norr om Södra Ståtstenen.